# Opisthoxia dora
Opisthoxia dora är en fjärilsart som beskrevs av William Schaus 1901. Opisthoxia dora ingår i släktet Opisthoxia och familjen mätare. Inga underarter finns listade i Catalogue of Life.